# Silvano Signori
Silvano Signori (Tirli, 4 dicembre 1929 – Grosseto, 17 febbraio 2003) è stato un politico, partigiano e sindacalista italiano.

## Biografia
Operaio e partigiano, partecipò alla Resistenza combattendo nella Divisione partigiana "Spartaco Lavagnini".
Iscritto al PSI dal 1944, nel 1950 venne eletto consigliere comunale a Castiglione della Pescaia. Fu anche responsabile provinciale della Federazione giovanile del PSI e successivamente è stato segretario provinciale della Cgil dal 1953 al 1956 e dal 1963 al 1965. Dal 1956 al 1963 venne eletto segretario della Federazione socialista di Grosseto e dal 1965 al 1970 fu segretario della Federazione del PSI di Siena. Fu anche assessore dell'amministrazione provinciale di Grosseto per dieci anni (dal 1956 al 1966) e vicesindaco a Grosseto nel 1970.
Nel 1972 venne eletto senatore della Repubblica nel collegio di Grosseto per cinque legislature dalla VI alla X e rimase in carica fino al 1992. È stato anche Sottosegretario di Stato per la difesa nei due governi Craxi I e II. Dopo lo scioglimento del PSI, a fine anni Novanta aderisce allo SDI.
Sposato con Loriana Rosini, ebbe due figlie. Muore il 17 febbraio 2003 all'età di 73 anni.